# NGC 227
NGC 227 (również PGC 2547 lub UGC 456) – galaktyka eliptyczna (E-S0), znajdująca się w gwiazdozbiorze Wieloryba. Została odkryta 1 października 1785 roku przez Williama Herschela.